# المشيرفة الجرنية (الرقة)
المشيرفة الجرنية قرية سورية تتبع ناحية الجرنية في منطقة الثورة في محافظة الرقة. بلغ عدد سكانها 129 نسمة في عام 2004 حسب إحصاء المكتب المركزي للإحصاء.